# Lillback Anders Olsson
Lillback Anders Olsson, född 13 februari 1894 i Alfta församling, Gävleborgs län, död där 20 juli 1950
, var en spelman från Galven, Alfta församling, Hälsingland.

## Biografi
Lillback Anders Olsson var son till Lillback Olof Olsson, bror till Lillback Per Olsson och föregångare till Mauritz Callmyr och tillhörde samma krets som Olles Jonke. Han framträdde bland annat på Skansen med Lars Fredriksson.